# 羅馬圓形劇場

羅馬鬥獸場是最大的羅馬圓形劇場

羅馬圓形劇場是古羅馬人修建的劇場，為大型圓形或橢圓形露天建築，設有階梯式座位。羅馬圓形劇場用於角斗士格鬥等活動，在羅馬帝國境內發現了約230座羅馬圓形劇場。圓形劇場的早期歷史可以追溯至共和國時期。但在帝國時期，羅馬圓形劇場變得更加壯觀。
羅馬圓形劇場和主要用於戰車比賽、多呈矩形的競技場定義不同，但兩者有時會混淆。

## 外部連結
- Marin Buovac: On the inscriptions of Roman amphitheatres in the Eastern Adriatic seaboard, VAPD 105, 2012., 83-95.